# Pete Howard
Pete Howard es un baterista británico conocido por su participación en la banda punk The Clash desde 1983 hasta su separación en 1986.

## Biografía

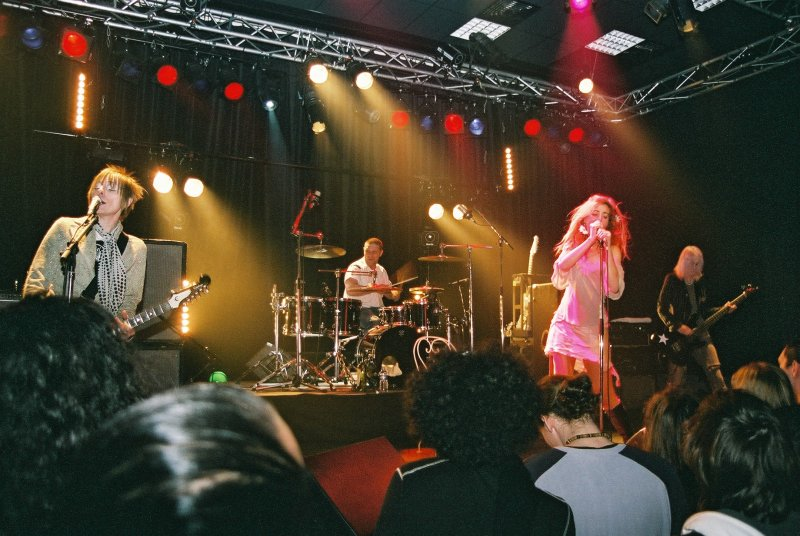
Pete Howard, al fondo en la batería, en un recital con Queenadreena el 7 de marzo de 2006.

Howard se unió a The Clash luego del álbum Combat Rock para reemplazar a Terry Chimes que a su vez había sustituido brevemente a Topper Headon por su problemática adicción a la heroína. El baterista tuvo la oportunidad de realizar junto al grupo la última gira antes de la expulsión del guitarrista Mick Jones. En 1985, Howard participó de la grabación del último disco de The Clash, Cut the Crap, que recibió muy malas críticas. Sin embargo, las grabaciones del baterista no fueron en su mayoría incluidas en Cut the Crap ya que el mánager Bernie Rhodes las sustituyó por cajas de ritmos. Poco después del lanzamiento del último álbum, Joe Strummer dejó el grupo y The Clash se disolvió.
Luego de The Clash, Howard tocó en la banda londinense de Fiction Records Eat, con la cual lanzó el sencillo "Shame" y el álbum Epicure, en Vent 414, con Miles Hunt, y con Morgan Nicholls en su banda Morgan. En 2002, se unió al grupo de rock alternativo Queenadreena donde ha tocado en los álbumes Drink Me y The Butcher and the Butterfly, además del álbum en directo Live at the ICA.